# Ашага-Араг
Ашага-Араг, также известен как Джугуч-Араг, Еврейский Араг (гор.-евр. Ошугъэ-Орогь) — упразднённое село в Сулейман-Стальском районе Дагестана. На момент упразднения входило в состав Касумкентского сельсовета. С 1969 года в плановом порядке жители села были переселены в село Касумкент. Официально упразднено в 1970-е годы.

## География
Располагалось на правом берегу реки Араг, в 2 км к юго-западу от села Касумкент.

## История
Исторический горско-еврейский аул. До вхождения Дагестана в состав Российской империи селение входило в состав магала Картас Кюринского ханства. После присоединения ханства к Российской империи числилось в Касумкентском сельском обществе Гюнейского наибства Кюринского округа Дагестанской области. В 1895 году селение состояло из 200 хозяйств, в том числе 115 хозяйств горских евреев. В начале 1900-х годов село было разделено на два сельских общества — еврейское и лезгинское. После революции 1917 года большая часть евреев покинуло село. По данным на 1926 год село состояло из 124 хозяйств. В административном отношении являлось центром Ашага-Арагского сельсовета Касумкентского района. В 1930-е годы создан колхоз, который до 1957 года носил название имени Кашина, затем «40 лет Октября». С 1964 года отделение совхоза «Касумкентский». В 1969 году было принято решение о плановом переселение жителей села в село Касумкент.

## Население
| Год       | 1886 | 1895 | 1908 | 1926 | 1939 | 1970 |
| --------- | ---- | ---- | ---- | ---- | ---- | ---- |
| Население | 713  | 1140 | 1310 | 590  | 506  | 20   |

По данным на 1886 год 100 % населения села составляли горские евреи. К 1895 году их численность в составе села сократилась до 66 % и оставалась практически не изменой вплоть до революции 1917 года.
По данным Всесоюзной переписи населения 1926 года, в национальной структуре населения лезгины составляли 71 %, горские евреи — 29 %